# بوكاو
بوكاو (بالإنجليزية: Buckau)‏ هو نهر براندنبورغ، ألمانيا. يتدفق إلى بريتلينغسي ومنها إلى نهر هافل، بالقرب من براندنبورغ أن دير هافل.